# Sepedon spinipes
Sepedon spinipes är en tvåvingeart som först beskrevs av Giovanni Antonio Scopoli 1763.  Sepedon spinipes ingår i släktet Sepedon och familjen kärrflugor. Arten är reproducerande i Sverige. Inga underarter finns listade i Catalogue of Life.